# San Francisco Golden Gate Gales
De Golden Gate Gales was een Amerikaanse voetbalclub uit San Francisco.
De club werd in 1967 opgericht om te spelen in de United Soccer Association (USA). Deze competitie zou aanvankelijk in 1968 starten maar omdat de concurrerende National Professional Soccer League (NPSL) al in 1967 begon, werd er snel een competitie gestart met geïmporteerde bestaande clubteams die onder een Amerikaanse naam deelnamen.
De Golden Gate Gales waren eigenlijk het Nederlandse ADO Den Haag. De Hongaarse voormalig topvoetballer Ferenc Puskás was reeds aangesteld als trainer om in 1968 te beginnen. De staf van Golden Gate Gales in 1967 bestond uit trainer Ernst Happel, assistent Rinus Loof en manager Eddy Hartmann. Happel maakte de competitie niet af en werd de laatste twee weken vervangen door Loof. De club werd tweede in de Westen Conference en miste de finale net. De thuiswedstrijden werden gespeeld in Candlestick Park en Kezar Stadium, stadions met een enorme capaciteit maar de publieke belangstelling voor de Golden Gate Gales was zeer gering.
In oktober 1967 belegde de club een trainingskamp in Madrid om, onder leiding van Puskas, spelers te zoeken voor het nieuwe seizoen. In december fuseerde de United Soccer Association met de National Professional Soccer League om de North American Soccer League te vormen. De club maakte plaats voor de Oakland Clippers en de eigenaren namen een meerderheidsbelang in de Vancouver Royals en gingen onder die naam verder en voegden de selecties samen.

## Bekende (oud-)spelers
- Henk Houwaart
- Kees Aarts
- Harry Heijnen
- Ton Thie
- Dick Advocaat
- Henny Ardesch
- Piet de Zoete
- Joop Jochems
- Lambert Maassen
- René Pas
- Lex Schoenmaker
- Theo van der Burch
- Freek van der Lee
- Aad Mansveld
- Jan Villerius
- Harry Vos

## Per seizoen
| Jaar | League | W | V | G | Ptn | Reg. Seizoen          | Playoffs            |
| ---- | ------ | - | - | - | --- | --------------------- | ------------------- |
| 1967 | USA    | 5 | 4 | 3 | 13  | 2de, Western Division | Niet gekwalificeerd |